# Jevrobačennja 2008
La terza edizione di Jevrobačennja (in ucraino Євробачення?, "Eurovisione") è stata organizzata dall'emittente radiotelevisiva ucraina Nacional'na Teleradiokompanija Ukraïny (NTU) per selezionare il brano rappresentante l'Ucraina all'Eurovision Song Contest 2008 a Belgrado.
Il brano vincitore, che Ani Lorak ha cantato all'Eurovision Song Contest, è stato Shady Lady.

## Organizzazione
L'emittente ucraina Nacional'na Teleradiokompanija Ukraïny (NTU) ha confermato la partecipazione dell'Ucraina all'Eurovision Song Contest 2008 il 21 novembre 2007, confermando il ritorno dello Jevrobačennja, programma televisivo che dal 2005 coinvolge il pubblico nella scelta del rappresentante nazionale eurovisivo.
Per la prima volta nella storia della manifestazione, l'artista partecipante all'Eurovision Song Contest è stato selezionato internamente dall'emittente: il 21 dicembre 2007 NTU ha annunciato che Ani Lorak avrebbe rappresentato l'Ucraina alla manifestazione europea, mentre il successivo 25 dicembre è stato confermato che la selezione sarebbe stata usata per determinare il brano che avrebbe cantato all'Eurovision. Nel medesimo giorno l'emittente ha dato la possibilità agli aspiranti compositori e parolieri di inviare i propri brani entro il 5 febbraio 2008.
La competizione si è tenuta in un'unica serata il 23 febbraio 2008 e ha visto Ani Lorak esibirsi con i 5 brani selezionati da una giuria d'esperti, ove il voto combinato della giuria d'esperti e del televoto ha determinato il brano rappresentante l'Ucraina all'Eurovision Song Contest 2008.

### Giuria
La giuria è stata composta da:
- Vitalij Dokalenko, presidente di NTU;
- Eduard Klym, amministratore di Lavina Music;
- Oleksandr Ponomar'ov, cantante e rappresentante dell'Ucraina all'Eurovision Song Contest 2003;
- Oleksandr Zlotnyk, compositore;
- Ihor Poklad, compositore;
- Vasyl' Vovkun, ministro della cultura e del turismo;
- Serhij Kuzin, amministratore di Russian Radio Ukraine.

## Brani e risultati
I cinque brani dello Jevrobačennja, selezionati da una giuria composta da sette membri tra le 109 proposte ricevute, sono stati annunciati il 20 febbraio 2008.
La finale si è tenuta il 23 febbraio 2008 presso gli studi televisivi NTU ed è stata presentata da Timur Mirošnyčenko e Marija Orlova.
Durante la serata si sono esibiti come ospiti Oleksandr Ponomar'ov, rappresentante dell'Ucraina all'Eurovision Song Contest 2003, Ilona Galyc'ka, rappresentante dell'Ucraina al Junior Eurovision Song Contest 2007 ed alcuni rappresentanti dell'Eurovision Song Contest 2008: Elnur & Samir (Azerbaigian), Ruslan Alechna (Bielorussia), Morena (Malta), Geta Burlacu (Moldavia) e Tereza Kerndlová (Repubblica Ceca).
Il voto della giuria e del televoto hanno decretato Shady Lady il brano vincitore della selezione.
| # | Brano                     | Lingua  | Autori                             | Giuria | Televoto | Televoto | Televoto | Televoto | Totale | Posizione |
| # | Brano                     | Lingua  | Autori                             | Giuria | Telefono | SMS      | Totale   | Punti    | Totale | Posizione |
| - | ------------------------- | ------- | ---------------------------------- | ------ | -------- | -------- | -------- | -------- | ------ | --------- |
| 1 | Ždu tebja                 | Russo   | Jurij Ostapenko, Ani Lorak         | 1      | 69       | 847      | 916      | 1        | 2      | 5         |
| 2 | Ja stanu morem            | Ucraino | Vitalij Volkomor, Mykola Brovčenko | 2      | 233      | 1 225    | 1 458    | 2        | 4      | 4         |
| 3 | The Dream of Brighter Day | Inglese | Ani Lorak, Jurij Sak               | 3      | 368      | 2 491    | 2 859    | 5        | 8      | 2         |
| 4 | I'm Your Melody           | Inglese | Božena Kostroms'ka                 | 5      | 168      | 1 444    | 1 612    | 3        | 8      | 2         |
| 5 | Shady Lady                | Inglese | Filipp Kirkorov, Karen Kavaleryan  | 7      | 512      | 3 397    | 3 920    | 7        | 14     | 1         |